# Poncione dei Laghetti (Lavizzara)
Poncione dei Laghetti är en bergstopp i Schweiz.   Den ligger i distriktet Vallemaggia och kantonen Ticino, i den sydöstra delen av landet, 100 km sydost om huvudstaden Bern. Toppen på Poncione dei Laghetti är 2 616 meter över havet, eller 87 meter över den omgivande terrängen. Bredden vid basen är 0,32 km.
Terrängen runt Poncione dei Laghetti är huvudsakligen bergig, men den allra närmaste omgivningen är kuperad. Trakten runt Poncione dei Laghetti är nära nog obefolkad, med mindre än två invånare per kvadratkilometer.. Närmaste större samhälle är Cevio, 16,7 km söder om Poncione dei Laghetti. 
Trakten runt Poncione dei Laghetti består i huvudsak av gräsmarker.